# Chrysaora southcotti
Chrysaora southcotti is een schijfkwal uit de familie Pelagiidae. De kwal komt uit het geslacht Chrysaora. Chrysaora southcotti werd in 2008 voor het eerst wetenschappelijk beschreven door Gershwin & Zeidler. 